# Tim Blake Nelson
Timothy Blake Nelson (sinh ngày 11/5/1964) là nam diễn viên, đạo diễn người Mỹ. Ông nổi tiếng với các vai: Delmar O'Donnell trong O Brother, Where Art Thou? (2000), Dr. Pendanski trong Holes (2003), Daniel "Danny" Dalton Jr. trong Syriana (2005) và Dr. Samuel Sterns trong The Incredible Hulk (2008).

## Danh sách phim

### Điện ảnh
| Năm  | Tên phim                         | Vai diễn              | Ghi chú |
| ---- | -------------------------------- | --------------------- | ------- |
| 2008 | Người khổng lồ xanh phi thường   | Tiến sĩ Samuel Sterns |         |
| 2022 | Pinocchio của Guillermo del Toro | The Coachman          |         |